# Interferometr różnicowy

SW – światłowód planarny, PP – płytka podłożowa, W – warstwa czujnikowa, A – analizator, O – ekran

Konfiguracja oparta na światłowodzie planarnym. W światłowodzie za pomocą lasera pobudzamy mody TE i TM, a na wyjściu układu umieszczamy analizator (polaryzator) pod kątem 45° do płaszczyzn polaryzacji. Światło, które przechodzi przez analizator interferuje i tworzy na ekranie obraz interferencyjny.

Interferometr różnicowy zaliczamy do grupy interferometrów jednowiązkowych.